# 723 (numero)
Settecentoventitré (723) è il numero naturale dopo il 722 e prima del 724.

## Proprietà matematiche
- È un numero dispari.
- È un numero composto con 4 divisori: 1, 3, 241, 723. Poiché la somma dei suoi divisori (escluso il numero stesso) è 245 < 723, è un numero difettivo.
- È un numero semiprimo.
- È un numero omirpimes.
- È un numero fortunato.
- È un numero palindromo e un numero a cifra ripetuta nel sistema di numerazione posizionale a base 15 (333).
- È parte delle terne pitagoriche  (360, 627, 723), (723, 964, 1205), (723, 29036, 29045), (723, 87120, 87123), (723, 261364, 261365).
- È un numero intero privo di quadrati.
- È un numero congruente.
- È un numero malvagio.

## Astronomia
- 723 Hammonia è un asteroide della fascia principale del sistema solare.
- NGC 723 è una galassia spirale della costellazione della Balena.

## Astronautica
- Cosmos 723 è un satellite artificiale russo.